# Palimna andamanica
Palimna andamanica là một loài bọ cánh cứng trong họ Cerambycidae.